# Visceral Engine
Visceral Engine (также ранее известен под названиями Godfather Engine и Dead Engine) — игровой движок, разработанный студией Visceral Games (до мая 2009 года известной как EA Redwood Shores) для внутреннего использования. Студия Visceral Games, являющаяся подразделением Electronic Arts, использует Visceral Engine во всех своих играх начиная с 2005 года. Visceral Engine известен прежде всего своим использованием в играх серии Dead Space; также он использовался в двух играх из серии «Крёстный отец».

## История
Первой игрой, в которой использовался движок, стал шутер от третьего лица James Bond 007: From Russia with Love, разработанный EA Redwood Shores и вышедший в ноябре 2005 года для платформ PlayStation 2, Xbox и GameCube. Версия игры для PlayStation Portable была разработана отдельной компанией — Rebellion Developments.
Следующей игрой, использующей Visceral Engine, стала игра The Godfather: The Game, основанная на мотивах «Крёстного отца» и разработанная тремя компаниями для множества платформ. Visceral Games с использованием Visceral Engine разработала версии данной игры под PlayStation 2, PlayStation 3, PlayStation Portable, Xbox, Xbox 360 и Wii. Сама игра вышла в марте и сентябре 2006 года для разных платформ. Благодаря использованию в данной игре движок Visceral Engine получил своё первое публично известное наименование — Godfather Engine.
17 мая 2007 года благодаря сайту GamesIndustry.biz появилось сообщение, что Electronic Arts планирует инвестировать денежные средства и ресурсы в Visceral Engine с тем, чтобы в дальнейшем использовать его в своих играх. Было сказано, что Visceral Engine планируется использовать в пяти разных играх, включая сиквел «The Godfather: The Game» и новую игру по мотивам мультсериала «Симпсоны». Данное утверждение было сделано аналитиком Тоддом Гринвальдом (англ. Todd Greenwald) после того, как он посетил офисы EA Redwood Shores. В этом сообщении содержалась информация, что Electronic Arts планирует серьёзно переработать движок, адаптировав его ко всем пяти играм.
В октябре и ноябре 2007 года вышла игра The Simpsons Game, версии которой для PlayStation 3 и Xbox 360 были разработаны EA Redwood Shores с использованием Godfather Engine. Версии под другие платформы были портированы другими компаниями.
После выпуска The Godfather: The Game студия EA Redwood Shores сосредоточила своё внимание на игре Dead Space и серьёзной доработке движка под неё. Работа над движком производилась параллельно разработке игры и в общем заняла около двух с половиной лет. В итоге Dead Space вышла в октябре 2008 года для Microsoft Windows, PlayStation 3 и Xbox 360 и была разработана исключительно силами EA Redwood Shores. После выпуска данной игры Godfather Engine стал известен как Dead Engine, а сама студия переименовалась в Visceral Games.
10 сентября 2008 года, приблизительно за месяц до выхода Dead Space, Глен Скофилд (англ. Glen Schofield), руководитель и исполнительный продюсер игры, дал интервью сайту Gameplayer, в котором рассказал некоторые сведения о прошлом движка и намерениях компании относительно него. Согласно Скофилду, в Electronic Arts были настолько поражены качеством и возможностями движка, что собирались лицензировать его сторонним компаниям, что также подразумевало присвоение движку официального постоянного имени. Разработчики Visceral Engine полагали, что движок станет серьёзным конкурентом движкам серий Unreal Engine и id Tech на игровом рынке. Однако, несмотря на данные заявления, на февраль 2011 года Visceral Engine продолжает оставаться исключительно внутренним движком, недоступным для лицензирования.
7 и 10 апреля 2009 года вышел сиквел The Godfather: The Game — The Godfather II, разработанный исключительно силами Visceral Games и выпущенный для Microsoft Windows, PlayStation 3 и Xbox 360. Использованный в игре Visceral Engine содержал очередные улучшения своих характеристик.
15 июля 2009 года американский сайт IGN.com опубликовал статью «The 10 Best Game Engines of This Generation» (рус. Десять лучших игровых движков этого поколения), в которой поместил и Dead Engine. Автор отметил очень качественную реализацию графических и звуковых компонентов движка, заявляя, что во многом благодаря им Dead Space стал столь атмосферной и устрашающей игрой. Эта статья подверглась критике со стороны других авторитетных ресурсов за свою необъективность.
В начале февраля 2010 года на PlayStation 3 и Xbox 360 была выпущена игра Dante's Inferno в жанре слэшера, разработанная Visceral Games с использованием вновь усовершенствованной версии Visceral Engine. Главным нововведением в этой версии движка сами разработчики назвали стабильную частоту кадров в секунду при работе на консолях, которая не опускается ниже отметки в 60 кадров.
25 января 2011 года была выпущена игра Dead Space 2, сиквел оригинальной игры 2008 года. Разработанная Visceral Games для Microsoft Windows, PlayStation 3 и Xbox 360, она содержала вновь улучшенный Visceral Engine. Существенной доработке подверглись система освещения графического движка и физический движок. Кроме того, во время выхода игры за движком закрепилось его третье по очереди и последнее на 2011 год название — Visceral Engine.

## Технологические особенности
Графический движок «Visceral Engine» использует технологию отложенного освещения и затенения (англ. deferred shading), которая позволяет рендерить сцены с большим количеством источников света и с малым потреблением графической памяти; эта технология особенно актуальна для игровых консолей с довольно ограниченным объёмом графической памяти.
Последняя версия Visceral Engine, используемая в Dead Space 2, на консолях Xbox 360 и PlayStation 3 работает в режиме 720p и без сглаживания. В версии для Windows сглаживание доступно, а графический движок использует Direct3D 9.
Обозреватели отмечали хорошую многопоточность Visceral Engine.
В качестве физического движка Visceral Engine использует Havok Physics одноимённой компании.

## Отзывы и описания
Electronic Arts последовательно и постоянно улучшала Visceral Engine, увеличивая его функциональность и делая его пригодным для использования в играх различных жанров и сеттингов: «коридорные» шутеры, ролевые игры-песочницы с открытым миром, слэшеры и т. д. Ник Эрл (англ. Nick Earl), ключевой разработчик Visceral Games, в интервью с журналистами сайта Gamasutra заявил, что считает Visceral Engine и Frostbite Engine разработки EA DICE двумя лучшими движками, которые Electronic Arts имеет в наличии.
В апреле 2009 года немецкий журнал и сайт PC Games Hardware сделал краткий анализ Visceral Engine на примере игры The Godfather II. Журналисты протестировали производительность игры и кратко описали её технологические возможности и преимущества.
29 января 2011 года Digital Foundry, подразделение крупного европейского игрового ресурса Eurogamer, опубликовало детальный обзор и анализ качества графики и производительности Dead Space 2 на игровых консолях Xbox 360 и PlayStation 3, а также на персональных компьютерах. Digital Foundry сравнило технологические особенности и уровень производительности версий для Windows, Xbox 360 и PS3 и сделало соответствующий вывод, согласно которому в плане качества технологий именно версия для Windows является наиболее продвинутой. Версии для Xbox 360 и PS3 не имеют между собой никаких существенных отличий.

## Список игр, использующих Visceral Engine
| Название игры                         | Дата первого выхода  | Платформы                                                               |
| ------------------------------------- | -------------------- | ----------------------------------------------------------------------- |
| James Bond 007: From Russia with Love | 1 ноября 2005 года   | PlayStation 2, Xbox, GameCube                                           |
| The Godfather: The Game               | 21 марта 2006 года   | PlayStation 2, PlayStation 3, PlayStation Portable, Xbox, Xbox 360, Wii |
| The Simpsons Game                     | 30 октября 2007 года | PlayStation 3, Xbox 360                                                 |
| Dead Space                            | 24 октября 2008 года | Microsoft Windows, PlayStation 3, Xbox 360                              |
| The Godfather II                      | 7 апреля 2009 года   | Microsoft Windows, PlayStation 3, Xbox 360                              |
| Dante's Inferno                       | 4 февраля 2010 года  | PlayStation 3, Xbox 360                                                 |
| Dead Space 2                          | 21 января 2011 года  | Microsoft Windows, PlayStation 3, Xbox 360                              |
| Dead Space 3                          | 5 февраля 2013 года  | Microsoft Windows, PlayStation 3, Xbox 360                              |